# Praia de Itacarezinho
Itacarezinho.
A Praia de Itacarezinho é uma praia de Itacaré, município do estado brasileiro da Bahia.
Apesar do nome no diminutivo, a praia de Itacarezinho possui 3,5 km de extensão, localizada 15 km ao sul de Itacaré.
O canto norte da praia também é conhecido como Camboinha.
É boa para banho, surf e caminhada. Repleta de coqueiros, possui bar e restaurante.
O acesso pode ser feito por trilha a partir das praias próximas ou pela estrada que leva a Ilhéus, atravessando uma propriedade particular. O acesso é permitido para pedestres, mas é cobrado o estacionamento para carros.
Possui uma pequena cascata que desce da mata e cai diretamente na areia.